# Anthosachne
Anthosachne is een geslacht uit de grassenfamilie (Poaceae). De soorten komen voor op Nieuw-Guinea, Australië en Nieuw-Zeeland.

## Soorten
- Anthosachne aprica (Á.Löve & Connor) C.Yen & J.L.Yang
- Anthosachne falcis (Connor) Barkworth & S.W.L.Jacobs
- Anthosachne kingiana (Endl.) Govaerts
- Anthosachne sacandros (Connor) Barkworth & S.W.L. Jacobs